# Pierre-Benoist Varoclier
Pierre-Benoist Varoclier (Fontainebleau, 30 aprile 1983) è un attore e sceneggiatore francese.

## Biografia
Dopo gli studi in Economia e Commercio (HEC Paris e all'Università di Bristol) e in Filosofia (Università di Harvard), Varoclier ha intrapreso una breve carriera da consulente finanziario prima di dedicarsi completamente alle sue passioni umanistiche. Studia quindi Arte drammatica alla London Academy of Music and Dramatic Art e al Conservatorio d'Arte drammatica di Parigi. La consacrazione arriva nel 2012 con la selezione alla categoria Talents Cannes del Festival di Cannes.
È attivo principalmente in teatro.

## Teatro

### Attore
- 2016 : Un pied dans le crime d'Eugène Labiche, regista Laurent Brethome
- 2016: Le jour où Bellmore sonnera à ta porte di John Boynton Priestley, regista Sophy Clair David
- 2016: Les Précieuses ridicules di Molière, regista Pierre Humbert e Danièle Israël
- 2016: Parce que, moi aussi, je suis un être humain… di Hanokh Levin, regista  Laurent Brethome
- 2015: Coup de foudre (creazione collettiva), regista Laureline Collavizza
- 2015: Richard III di William Shakespeare, regista Rodolphe Dana
- 2015: Leçon de liberté (creazione collettiva), regista Yves-Noël Genod
- 2015: Les Enfants d'Atrée, dai testi di Eschilo, Sofocle ed Euripide, regista Cyril Cotinaut
- 2014: Oreste, d'Euripide, regista Cyril Cotinaut
- 2014: Le Dernier jugement, di Wim Wenders, regista Dany Martinez
- 2014:  Jésus de Marseille, di Serge Valletti, regista Danièle Israël
- 2013:  Plumes, Volants et Satellites, d'Evelyne Loew, regista Danièle Israël
- 2013:  Correspondance 1833-1853, di Frédéric Ozanam, regista Serge Pauthe
- 2012: Le Système Ribadier, di Georges Feydeau, regista Jean-Philippe Vidal
- 2012: Hernani, di Victor Hugo, regista Christine Berg
- 2011: Ithaque, di Botho Strauß, regista Jean-Louis Martinelli
- 2011:  Sheep, di Yusef Miller, regista Judyann Elder
- 2011:  Il Misantropo, di Molière, regista Nicolas Liautard
- 2010: Il re si diverte, di Victor Hugo, regista François Rancillac
- 2010: Le Legs e Les Acteurs de bonne foi, di Marivaux, regista David Géry
- 2009: Prières aux vivants (scene di repertorio), regista Philippe Torreton
- 2009: Hôtel du Brésil (creazione collettiva), regista Benjamin Abitan
- 2009: Qu'est-ce qu'on joue? (creazione collettiva), regista Pascal Collin
- 2008: Lucertola nera, di Yukio Mishima e dai testi di Edogawa Ranpo, regista Alfredo Arias
- 2008: Antigone-Paysage, di Pierre-François Garel, regista Caroline Marcadé
- 2008: Yaacobi et Leidental, di Hanokh Levin, regista Daniel Mesguich
- 2008: The Tragedy of Julius Caesar, di Shakespeare, regista Rodney Cottier
- 2008: The Tragedy of King Richard the Third, di Shakespeare, regista Matt Peover
- 2007: Women Beware Women, di Thomas Middleton, regista Aaron Mullen
- 2016: Votre Faust d'Henri Pousseur e Michel Butor, regista Aliénor Dauchez, direzione musicale Laurent Cuniot (TM+)

### Drammaturgo
- 2017: Anton (dai testi di Anton Tchekohv) (creazione)
- 2017: Stabat Mater Furiosa, di Jean-Pierre Siméon (collaborazione artistica)
- 2014: Nuits Fauves, di Pierre-Benoist Varoclier (dai testi di Oscar Wilde e Joris-Karl Huysmans) (creazione)
- 2012: Le Système Ribadier, di Georges Feydeau, assistente regista Jean-Philippe Vidal
- 2012: Les Races, di Ferdinand Bruckner
- 2012: Léviathan, di Pierre-Benoist Varoclier (dai testi di James Matthew Barrie e Thomas Hobbes) (creazione)
- 2012: Nuit Noire, di Sibylle Berg
- 2012: faust a faim. immangeable marguerite, di Ewald Palmetshofer (creazione)
- 2010: Losing Eloquence, di Pierre-Benoist Varoclier (creazione)
- 2009: Visage de feu, di Marius von Mayenburg
- 2009: Musées noirs, dai testi di René Char e André Pieyre de Mandiargues (creazione)

## Filmografia

### Cinema

#### Attore
- L'orco - The Ogre (The Ogre), regia di Volker Schlöndorff (1996)
- Non dirlo a nessuno (Ne le dis à personne), regia di Guillaume Canet (2006)
- Bienvenue chez vous, regia di Rose Philippon - cortometraggio (2006)
- Je vais bien, ne t'en fais pas, regia di Philippe Lioret (2006)
- 20, regia di Jean-Luc Herbulot - cortometraggio (2007)
- Espion(s), regia di Nicolas Saada (2009)
- Piccole bugie tra amici (Les petits mouchoirs), regia di Guillaume Canet (2010)
- Vendredi 17h, regia di Lucile Mercier - cortometraggio (2010)
- Chinese Zodiac, regia di Jackie Chan (2012)
- Quitte ou double, regia di Alexandre Coffre - cortometraggio (2012)
- Love will tear us apart, regia di Louise Dubois - cortometraggio (2012)
- Pour en finir avec l'école, regia di Yoann Stehr - cortometraggio (2012)
- Le Petit Cyrano, regia  di Thibault Mombellet - cortometraggio (2013)
- Les Cardinaux, regia di Ambarish Manepalli - cortometraggio (2013)
- Les Princes de Septembre, regia di Morgane Becerril - cortometraggio (2013)
- Une Place au soleil, regia di Jérémie Duvall - cortometraggio (2015)
- I miei giorni più belli (Trois souvenirs de ma jeunesse), regia di Arnaud Desplechin (2015)
- Un Français, regia di Diastème (2015)
- Rock'n Roll, regia di Guillaume Canet (2017)
- Alice e il sindaco (Alice et le maire), regia di Nicolas Pariser (2019)
- Twist and Shout, regia di Vincent Menjou Cortes - cortometraggio (2021)

#### Regista
- Leviathan (2012)

#### Sceneggiatore
- Leviathan, regia di Pierre-Benoist Varoclier (2012)
- Twist and Shout, regia di Vincent Menjou Cortes - cortometraggio (2021)

### Televisione

#### Attore
- Les Vivants et les Morts, regia di Gérard Mordillat - serie TV, 8 episodi (2009)
- Les Cardinaux - serie TV, 01x01 (2009)
- Le Chalet, regia di Camille Bordes-Resnais - serie TV, 5 epsiodi (2017)
- Virgin,  regia di Nath Dumont - serie TV, 8 episodi (2016)
- Claire Andrieux,  regia di Olivier Jahan - film TV (2016)

#### Sceneggiatore
- Les Cardinaux - serie TV (2009)

## Pubblicità
- Campagna pubblicitaria per Apollonia Poilâne (Poilâne) e Caroline de Maigret (Chanel) di Cloé Bailly (2017)
- Campagna TV SFR di Katia Lewkowicz (2014)

## Doppiatori italiani
Nelle versioni in italiano dei suoi film, Pierre-Benoist Varoclier è stato doppiato da:
- Alberto Franco in Rock'n Roll